# Brandemburgo-Prússia

Brandemburgo (vermelho), dentro do Reino da Prússia (azul), dentro do Império Alemão.

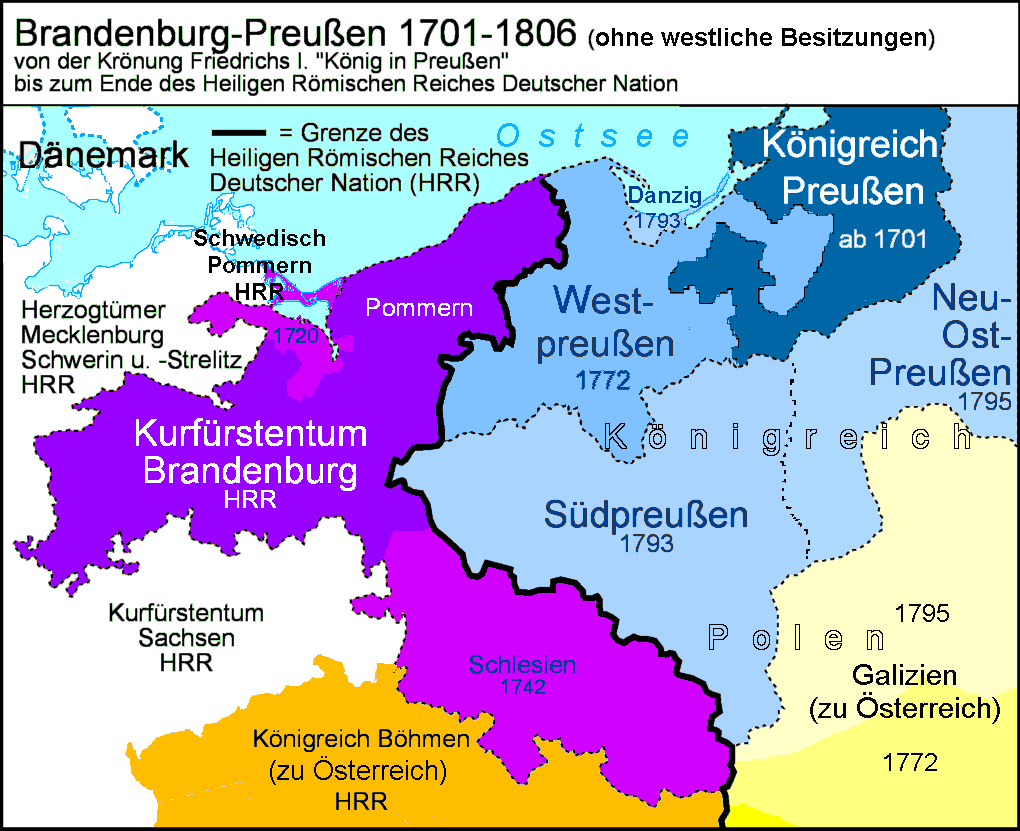
Desenvolvimento territorial da "Monarquia da Casa de Brandemburgo-Prússia" nos anos de 1806-1701. Roxo = o Eleitorado de Brandemburgo como um semi-soberano "Estado membro" do Sacro Império Romano-Germânico, com extensões (ano): Pomerânia Ocidental (1720), Silésia (1742) Azul = o Reino da Prússia como um estado feudal totalmente soberano na Europa Central com extensões (ano): Prússia Ocidental (1772), Prússia Meridional e República Gdańsk (1793), Prússia do leste novo e nova Silésia (1795)
Nota = interesses ocidentais de Hohenzollern e outros em Vestfália/Renânia hoje, Baviera e Saxônia mais abaixo não são marcadas no mapa.

Brandemburgo-Prússia ou Brandeburgo-Prússia (em alemão: Brandenburg-Preußen) é a denominação historiográfica moderna para a união dos territórios dos Hohenzollern em Brandemburgo e Prússia  entre 1618 e 1701. Com base no Eleitorado de Brandemburgo, o principal ramo dos Hohenzollern realizou a União Dinástica com os governantes do Ducado da Prússia, que garantia a sucessão neste território com a morte do último Duque, na linha masculina, em 1618. Outra consequência do casamento foi a incorporação dos Principados menores renanos de Cleves, Mark e Ravensberg após o Tratado de Xanten, em 1614.
Pela Paz de Vestfália, que pôs fim à Guerra dos Trinta Anos, em 1648, foram anexados os territórios de Brandemburgo Minden e Halberstadt, também a sucessão no Farther Pomerânia (incorporada em 1653) e do Ducado de Magdemburgo (incorporado em 1680). Com o Tratado de Bromberg (1657), concluído durante a Segunda Guerra do Norte, os Eleitores foram libertados da vassalagem polonesa para o Ducado da Prússia e ganhou Lauenburg-Bütow e Draheim. O Tratado de Saint-Germain-en-Laye (1679) expandiu Brandenburgian Pomerânia à menor Oder.
A segunda metade do século XVII estabeleceu a base para a Prússia se tornar um dos grandes jogadores na política europeia mais tarde. O emergente potencial militar Brandemburgo-prussiano, baseado na introdução de um exército permanente em 1653, foi simbolizada pelas vitórias amplamente observado em Varsóvia (1656) e Fehrbellin (1675) e pela Unidade de trenó Grande (1678). Brandemburgo-Prússia também estabeleceu uma marinha e colônias alemãs no Costa de ouro Brademburgo e Arguim. Frederico Guilherme, conhecido como "O Grande Eleitor", abriu Brandemburgo-Prússia à imigração em grande escala ("Peuplierung") principalmente aos refugiados protestantes de toda a Europa ("Exulanten"), principalmente de imigração huguenote após o Édito de Potsdam. O Duque-Eleitor Frederico Guilherme também começou a centralizar a administração de Brandemburgo-Prússia e reduzir a influência dos estados.
Em 1701, Frederico III, Eleitor de Brandemburgo, conseguiu elevar seu status para Rei na Prússia. Isso foi possível pelo fato do Ducado da Prússia ser soberano, isto é, fora do Sacro Império Romano-Germânico, e aprovação pelo Sacro Imperador da Casa de Habsburgo e de outros países europeus membros da realeza no curso de formação de alianças para a Guerra de Sucessão Espanhola e a Grande Guerra do Norte. Brandemburgo-Prússia é, deste ano em diante, comumente referido como o Reino da Prússia, ou simplesmente Prússia. Frederico III de Brandemburgo-Prússia e seus sucessores continuaram a centralizar e expandir o Estado, transformando a união pessoal dos principados com suas diversas políticas, típicos para a época Brandemburgo-Prussiana, em um sistema de províncias subordinadas a Berlim.
Frederick William (16 de Fevereiro de 1620 – 29 de Abril de 1688) foi o mais relevante príncipe-duque de Brandemburgo-Prússia, instalando uma série de reformas militares e diplomáticas, ao estilo do que havia aprendido em Amsterdam. Graças a ele, a marca-ducado passou a ser reconhecida como potência regional, após a derrota de 12 mil homens suecos por uma força de 6 000 homens exclusivamente de Frederick William; foi então que ele passou a ser conhecido por "O Grande Eleitor". Outros ganhos notáveis desse foram: parte de Pomerânia e a independência da Prússia Ducal. (Clark, 2006)